# Castell de Tudela (Artesa de Segre)
El castell de Tudela és un castell termenat del municipi d'Artesa de Segre declarat bé cultural d'interès nacional.
Coronava el nucli de Tudela de Segre, entitat de població del municipi d'Artesa de Segre, que s'aixeca al vessant esquerra del riu Senill. L'actual castell està construït sobre l'antiga fortalesa medieval i seguint un model barroc.

## Història
Tudela es documenta des de l'any 1092, en què Ermessenda feu donació testamentària d'una unça a Sant Pere de Tudela de Segre. El 1151 l'ardiaca Arnau de la Seu d'Urgell, capellà d'Artesa, cedí l'usdefruit del que posseïa a Tudela i a Sallent, a la seva església. El castell de Tudela formà part dels dominis dels vescomtes d'Àger. Curiosament, de l'any 1172 es consignen dos testament, pels quals els testadors deixaven a llur descendència el castell de Tudela. Un d'ells és l'acta testamentària de Bertran de Preixens, en la qual llegava la fortalesa a la seva filla Elisenda. L'altre testament fou atorgat per Ramon Bernat i en ell deixava al seu fill Ramon de Seró el castell de Tudela; aquest mateix personatge, l'any 1190, el llegà, també en testament, a la seva filla Berenguera. El 1178, a Lleida, en un conveni entre Alfons el Cast i Berenguer de Fluvià, signen els seus castlans Pere i Berenguer de Tudela. Aquest darrer apareix el 1180 vinculat a l'orde del Temple. Es desconeix com aquesta fortalesa pervingué als Cervelló però se sap que el 1193, Guerau Alemany de Cervelló feia redactar el seu testament pel qual deixava al seu nebot Guerau el castell de Tudela a més dels d'Artesa i Marcovau, tot especificant que els tenia pel vescomte de Cabrera. Una altra referència data de l'any 1202, en que Ermessenda de Montsonís donà als hospitalers de Sant Salvador d'Isot tot l'honor que posseïa a la fortalesa de Tudela. El 1365 el lloc i el castell pertanyien a P. d'Olmar. A la fi del segle xvi i primeria del XVII era senyor de Tudela el noble Francesc Gilabert i d'Alentorn, que fou diputat de la Generalitat de Catalunya. A primers del s. XIX la senyoria de Tudela era del marqués de Barberà.
Durant la Guerra Civil (1936-1939) aquest castell va fer les funcions d'escola militar i centre de control estratègic de les forces republicanes. D'aquest període es conserven dibuixos i gràfics en les seves parets interiors.

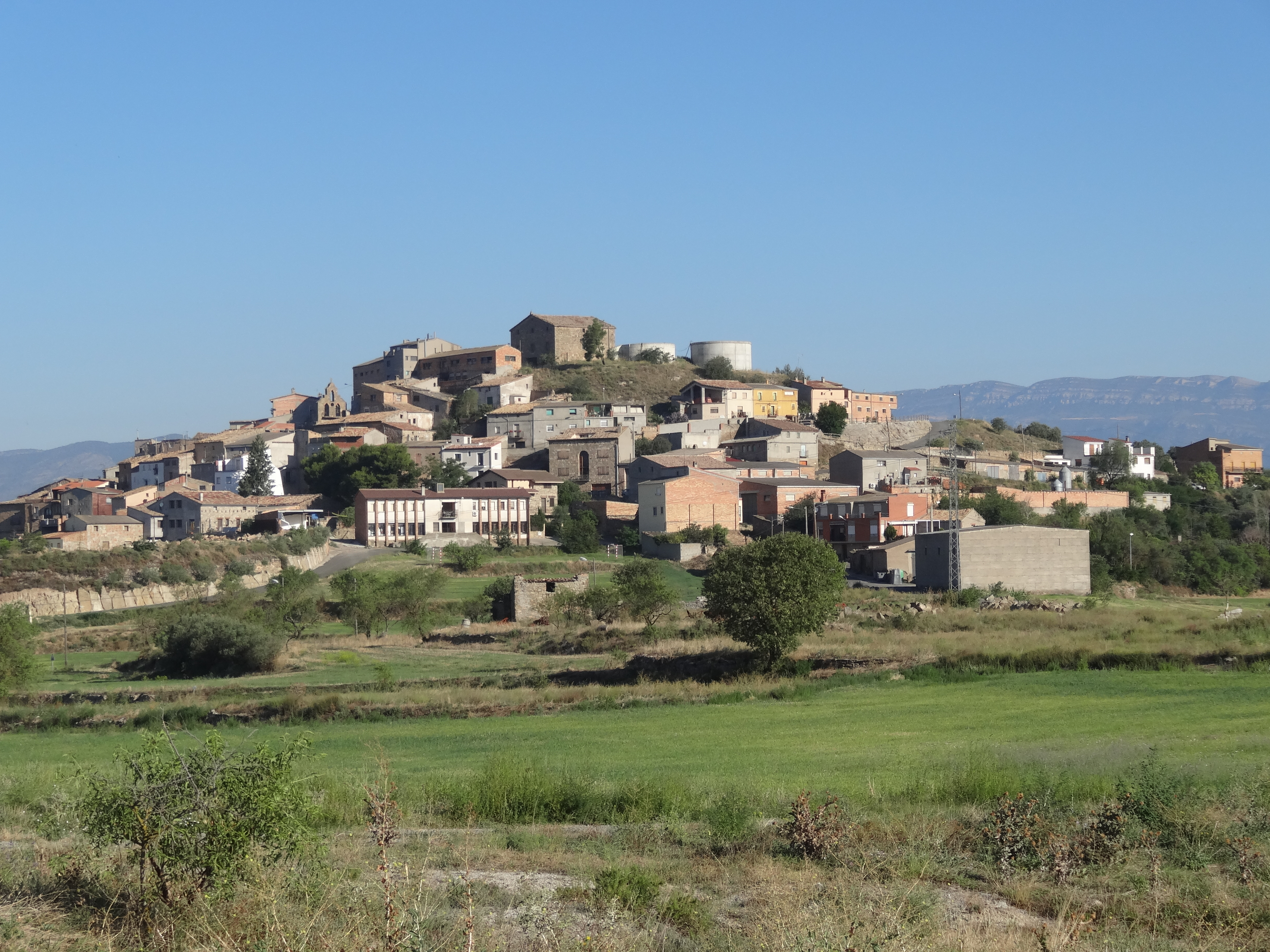
Tudela de Segre (2013)

## Arquitectura
Fou castell termenat. A l'indret on estava emplaçada l'antiga fortalesa medieval hi ha un casal de l'època del barroc, el qual va aprofitar els carreus dels murs medievals. És de planta rectangular amb composició ordenada i regular de les obertures, tenint la porta, actualment modificada, al capçal de migjorn. Les cantonades i cèrcols de les obertures són de carreus ben escairats, amb motllures als ampits.